# Ліспорт (Пенсільванія)
Ліспорт (англ. Leesport) — місто (англ. borough) в США, в окрузі Беркс штату Пенсільванія. Населення — 1954 особи (2020).

## Географія
Ліспорт розташований за координатами 40°26′40″ пн. ш. 75°58′2″ зх. д. / 40.44444° пн. ш. 75.96722° зх. д. (40.444492, -75.967253).  За даними Бюро перепису населення США в 2010 році місто мало площу 1,89 км², з яких 1,82 км² — суходіл та 0,07 км² — водойми.

## Демографія
Згідно з переписом 2010 року, у селищі мешкало 1918 осіб у 747 домогосподарствах у складі 523 родин. Густота населення становила 1013 осіб/км².  Було 790 помешкань (417/км²).
Расовий склад населення:
| - 94,8 % — білих - 1,5 % — чорних або афроамериканців - 0,6 % — азіатів - 0,3 % — корінних американців - 0,1 % — вихідців з тихоокеанських островів - 1,3 % — осіб інших рас |

До двох чи більше рас належало 1,4 %. Частка іспаномовних становила 4,2 % від усіх жителів.
За віковим діапазоном населення розподілялося таким чином: 25,0 % — особи молодші 18 років, 64,0 % — особи у віці 18—64 років, 11,0 % — особи у віці 65 років та старші. Медіана віку мешканця становила 37,7 року. На 100 осіб жіночої статі у селищі припадало 98,6 чоловіків;  на 100 жінок у віці від 18 років та старших — 93,9 чоловіків також старших 18 років.
Середній дохід на одне домашнє господарство  становив 73 792 долари США (медіана — 68 214), а середній дохід на одну сім'ю — 79 659 доларів (медіана — 76 739). Медіана доходів становила 50 625 доларів для чоловіків та 39 271 долар для жінок. За межею бідності перебувало 2,9 % осіб, у тому числі 0,7 % дітей у віці до 18 років та 4,8 % осіб у віці 65 років та старших.
Цивільне працевлаштоване населення становило 1116 осіб. Основні галузі зайнятості: виробництво — 22,9 %, освіта, охорона здоров'я та соціальна допомога — 21,1 %, роздрібна торгівля — 12,6 %, транспорт — 7,9 %.